# Kajetan Kowalski
Kajetan Kowalski (ur. 6 kwietnia 1769 w Popówku, zm. 13 stycznia 1840 w Gnieźnie) – polski duchowny rzymskokatolicki, biskup pomocniczy gnieźnieński w latach 1833–1840.

## Życiorys
Urodził się 6 kwietnia 1769 w Popówku. 3 marca 1792 przyjął święcenia diakonatu, a 7 kwietnia 1792 został wyświęcony na prezbitera. Inkardynowany został do diecezji poznańskiej. Pracował jako proboszcz w Pobiedziskach i Otorowie. W 1796 otrzymał godność kanonika gnieźnieńskiego, a w 1801 został prefektem biblioteki kapitulnej, pełnił też funkcję zarządcy dóbr kapitulnych.
15 kwietnia 1833 został prekonizowany biskupem pomocniczym archidiecezji gnieźnieńskiej i biskupem tytularnym Maximianopolis. Sakrę biskupią przyjął 7 lipca 1833 w archikatedrze Świętych Apostołów Piotra i Pawła w Poznaniu. Konsekrował go arcybiskup metropolita gnieźnieński i poznański Marcin Dunin. Nie wykazywał się aktywnością pasterską. W trakcie sporu o małżeństwa mieszane zajął stanowisko władz pruskich, za co pod naporem społecznego sprzeciwu musiał wyjechać z Gniezna.
W 1831 asystował podczas sakry arcybiskupa metropolity gnieźnieńskiego i poznańskiego Marcina Dunina, a w 1834 jako współkonsekrator uczestniczył w święceniach biskupa diecezjalnego chełmińskiego Anastazego Sedlaga.
Zmarł 13 stycznia 1840 w Gnieźnie.